# Himmelsfärdskyrkan, Vasiljevskij-ön
Himmelsfärdskyrkan (ryska: Успенская церковь; translitteration: Uspenskaja tserkov; kyrkslaviska bokstäver: Оуспенскаѧ це́рковь) är en rysk-ortodox kyrkobyggnad belägen på Vasiljevskij-ön i staden Sankt Petersburg, i den västra delen av europeiska Ryssland.
Kyrkan är helgad åt högtiden Guds moders avsomnande, som är östortodoxa kyrkans benämning på Jungfru Marie himmelsfärd.

## Historik

### Innan byggnadet
År 1894 ägde en tävling rum där arkitekterna A.M. Vorobjov, V.A. Demjanovskyj, Vasilij Kosiakov, O.I. Thibeaux-Brignolle och M.A. Shchurupov tävlade om att göra de bästa ritningarna till kyrkan. Som ett resultat var det Vasilij Kosiakovs projekt som var bäst. Arkitekten och ingenjören B.K. Pravdzik deltog också i arbetet.
Kosiakov har också gjort ritningar till Kronstadts havskatedral i Kronstadt.

### Byggandet
Himmelsfärdskyrkan på Vasiljevskij-ön började att byggas år 1895, då grundstenen lades den 15 augusti av arkimandrit Feognost Pashkov. I september 1896 byggdes en tillfällig kyrka inne i den byggande kyrkan, där gudstjänster ständigt hölls. Byggnaden stod klar 1897, då bland annat ett av sidokapellen invigdes den 18 december.
Den 26 september 1897 restes kupolerna. Sommaren året efter förgylldes kupolerna och de sista arbetena på kyrkan utfördes.
1903 målades kyrkan klart.

### Sovjettiden
Den 25 augusti 1934 stängdes kyrkan ned.
Under det stora fosterländska kriget byggdes kyrkans interiör om till ett lager och 1956 började det byggas en skridskobana.
I juni 1991 återlämnades kyrkan till ett ryskt-ortodoxt kloster. När arkitekter inspekterade kyrkan fick de intrycket att det var nästan omöjligt att kunna restaurera byggnaden, men det kunde ändå genomföras.

### Efter Sovjettiden
1993 återupptogs gudstjänsterna i ett av sidokapellen och 1997 började arbetet med att restaurera målningarna på insidan.
Den 15 september 2013 återinvigdes kyrkan av Rysk-ortodoxa kyrkans patriark, Kirill av Moskva.

## Kyrkan

### Exteriör
- Kupolerna är täckta med aluminiumplåt.[13]
- Mosaikerna på exteriören gjordes av bland annat V. A. Frolov.[13]
- Korset på kyrkans centrala och största kupol sattes dit i januari 1998.[4]

### Interiör och inventarier
- Inne i kyrkan finns det plats för 2000 personer.[3][13]
- Kyrkan har två våningar (en krypta och en övervåning).
- Väggarna målades av målare från Moskva. Under sovjettiden kalkades bland annat målningarna. Efter att kyrkan hade lämnats tillbaka till den Rysk-ortodoxa kyrkan började restaureringarna med målningarna. 2013 slutfördes arbetet.[13]
- I augusti 1991 installerades Ikonostasen. 2003 restaurerades den.[15][16]

## Bilder

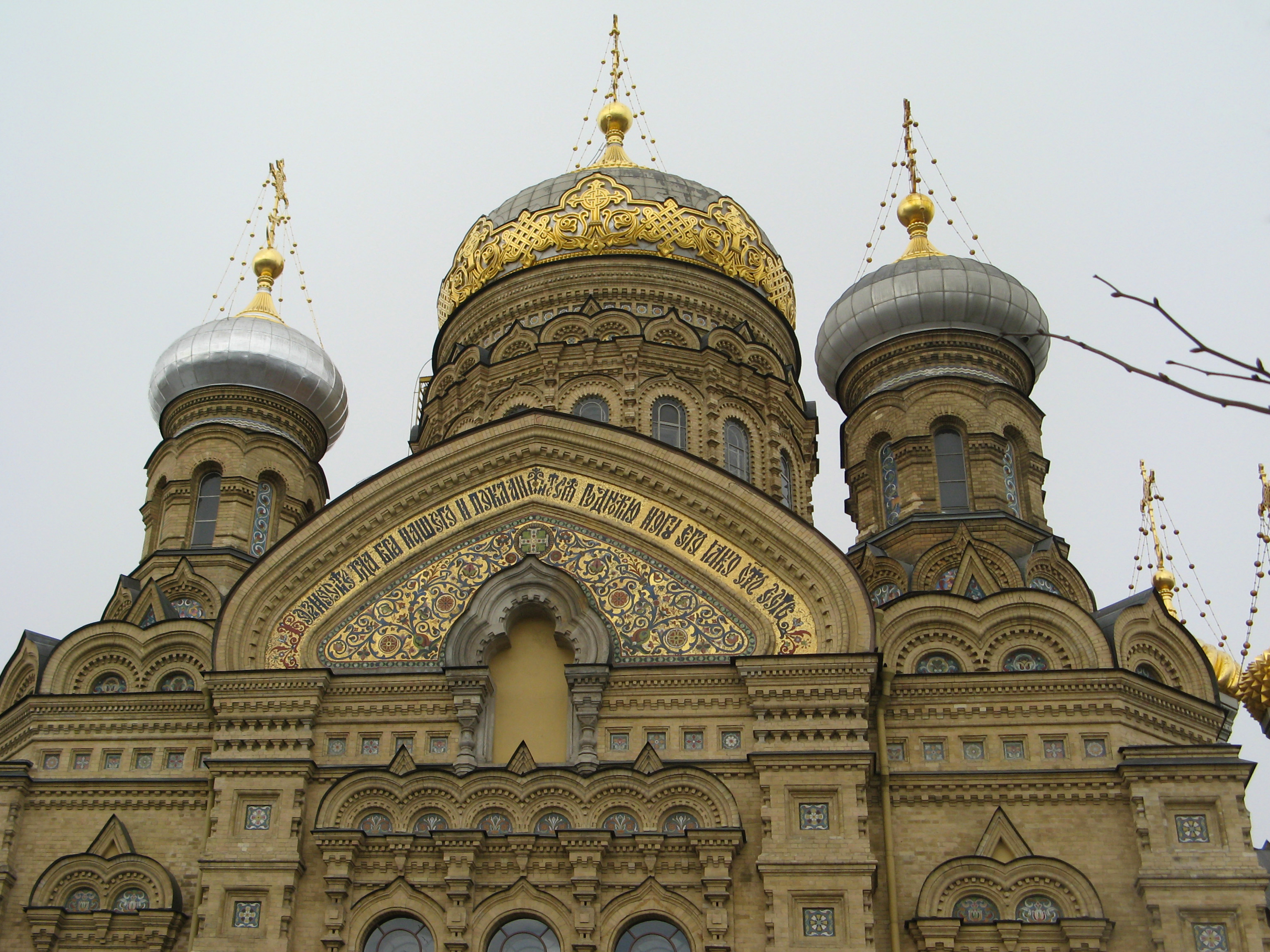
Närbild på exteriören.
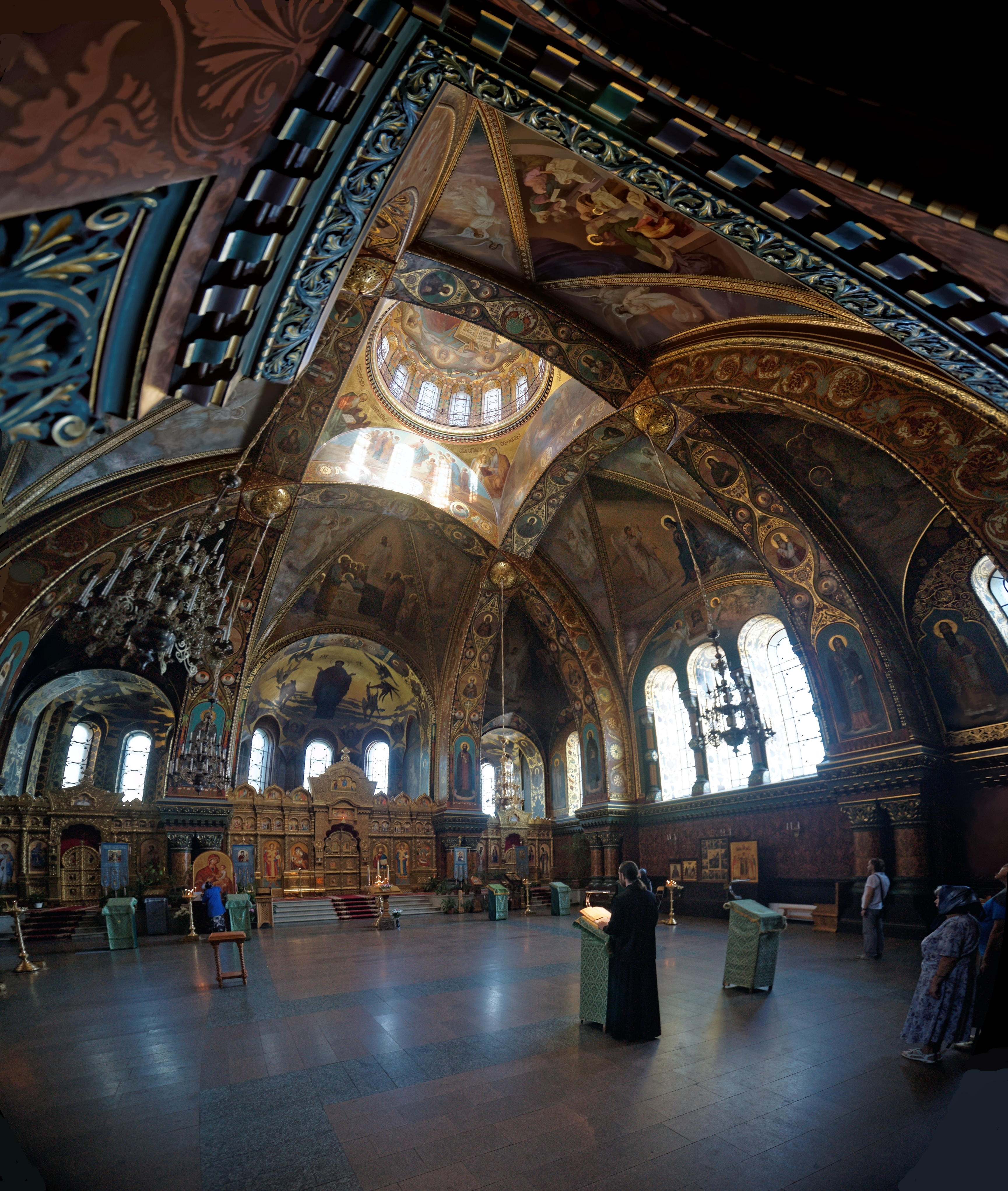
Kyrkans interiör mot ikonostasen.
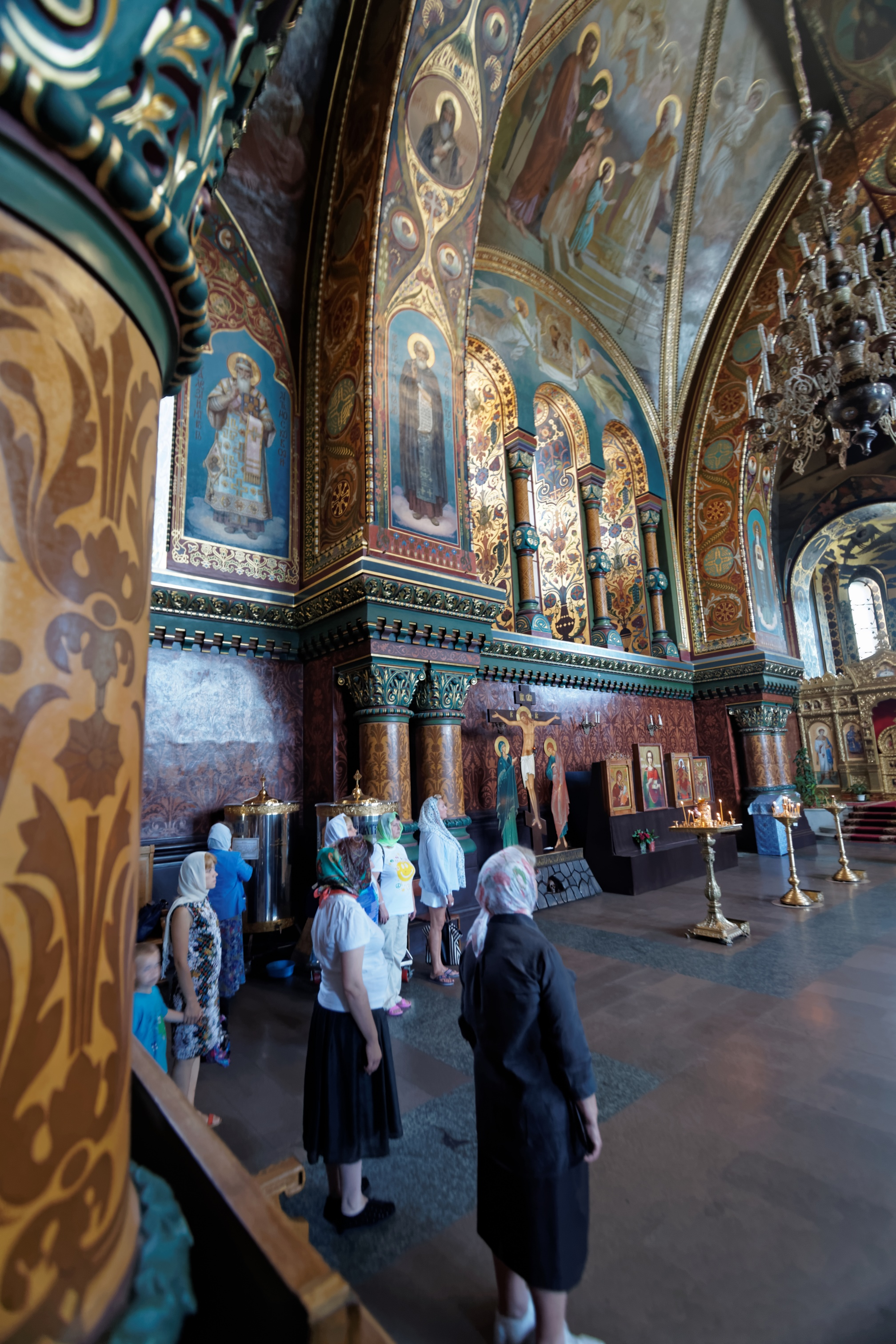
Interiören.
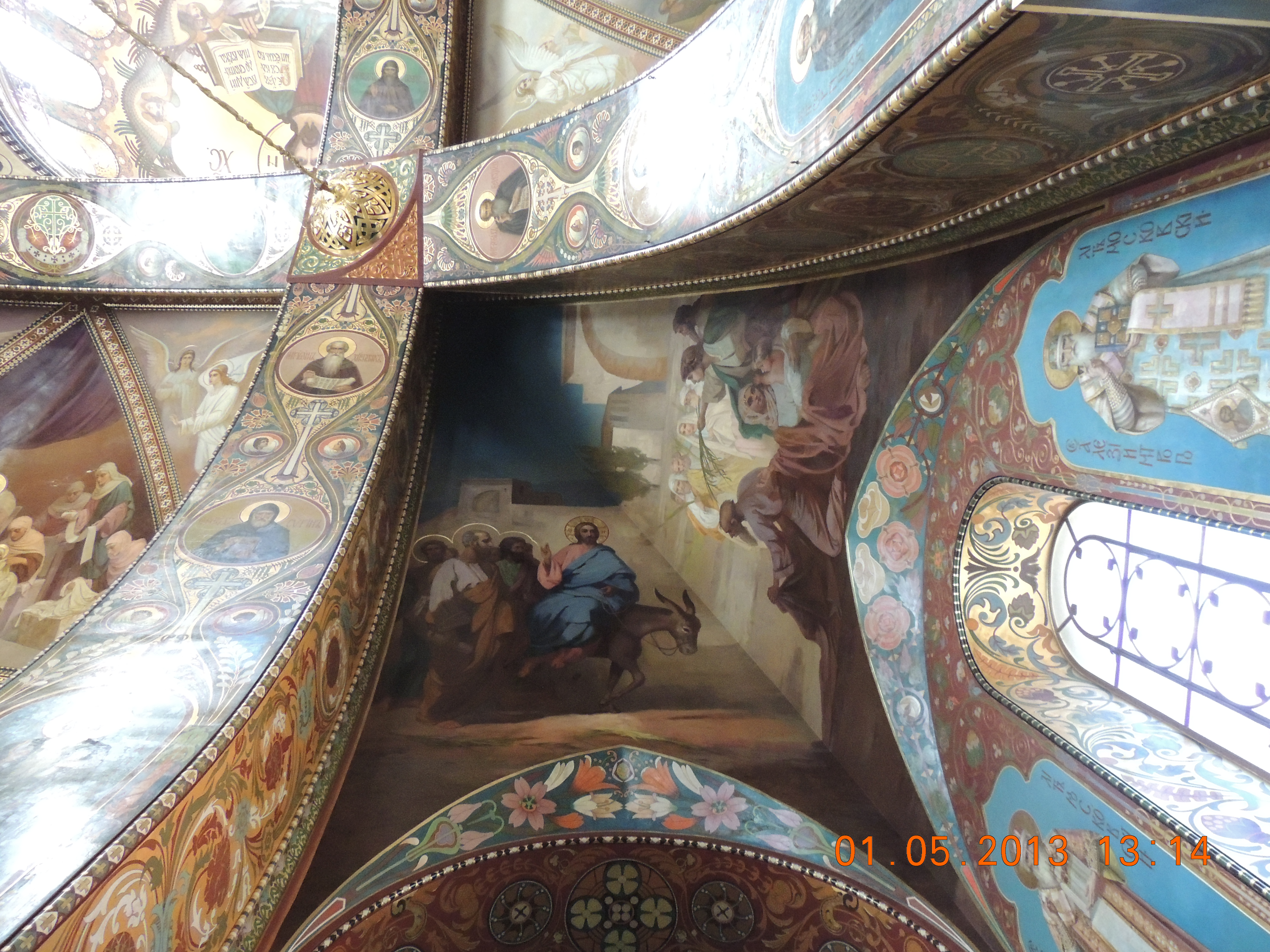
Interiören.
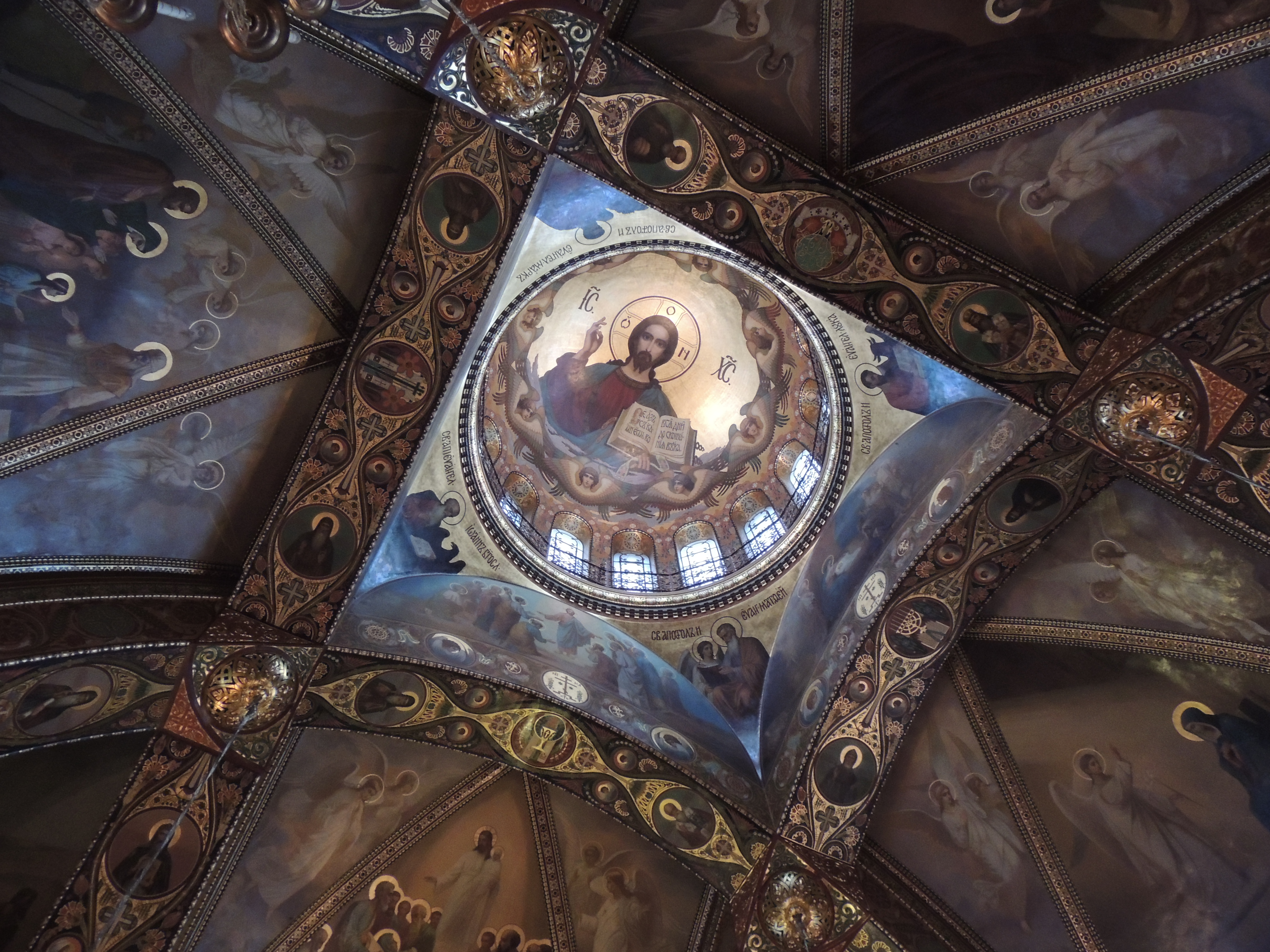
Kupolen, där Jesus Kristus pantokrator är avbildad.
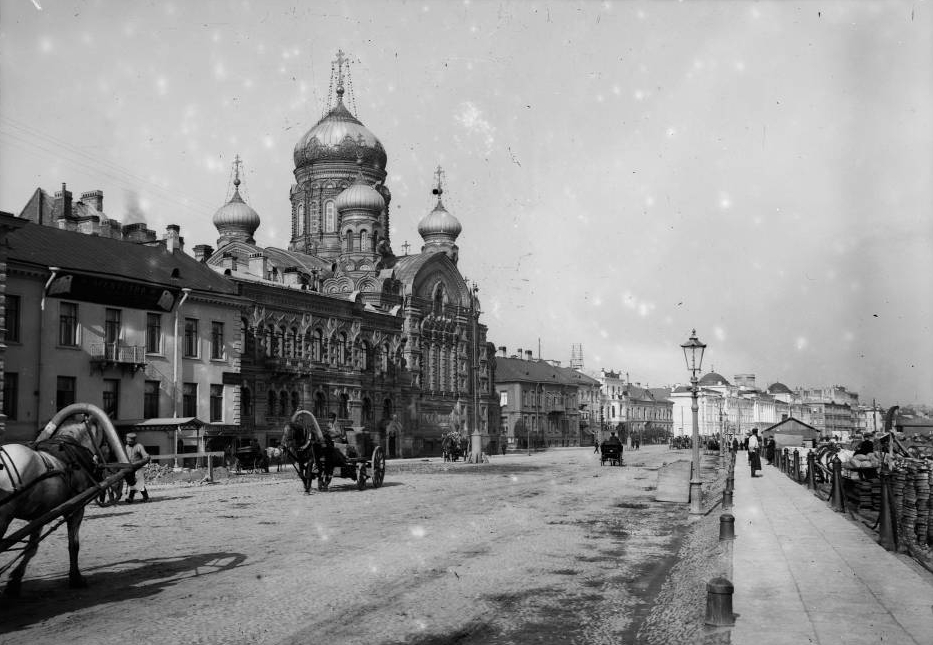
Foto på kyrkan mellan 1900 och 1919.
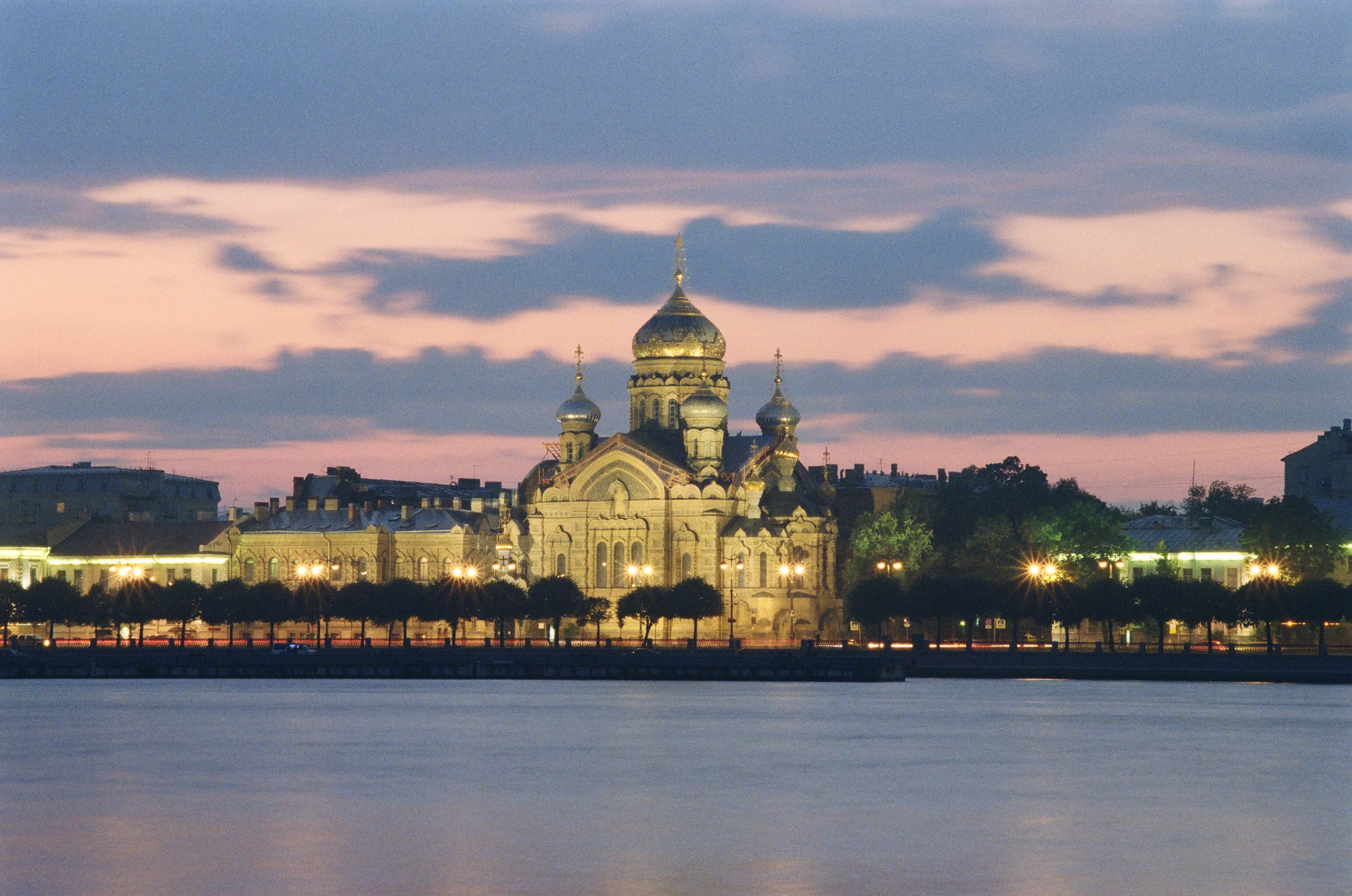
Kyrkan på avstånd.